# Kenneth S. Kendler
Kenneth Seedman Kendler. Catedrático de Psiquiatría y de Genética Humana en el Colegio Médico de Virginia, Virginia Commonwealth University. 
El doctor Kendler se formó como médico y psiquiatra en la Universidad de Stanford y la Universidad de Yale, respectivamente. 
Desde 1983, ha participado en estudios de genética de los trastornos psiquiátricos y trastornos por uso de sustancias, incluyendo la esquizofrenia, depresión mayor, alcoholismo y dependencia a la nicotina. 
Ha utilizado métodos que van desde estudios familiares, pasando por estudios de gemelos basados en grandes muestras de población, hasta estudios de genética molecular encaminados a identificar la localización genómica de genes específicos que influyen en la vulnerabilidad a la esquizofrenia, el alcoholismo y la dependencia de la nicotina. 
También ha examinado la relación entre las diversas dimensiones de la religiosidad y el riesgo de trastornos psiquiátricos y trastornos por uso de sustancias. La recopilación de datos de estos estudios se ha completado en Virginia, Irlanda, Irlanda del Norte, Noruega y Suecia. 
Ha publicado más de 500 trabajos en revistas especializadas, ha recibido varios premios nacionales e internacionales por su trabajo, trabaja en varios comités editoriales, y es editor de Psychological Medicine. 
Desde 1996, ha trabajado como Director del Instituto de Virginia de Psiquiatría y Genética del Comportamiento (Virginia Institute of Psychiatric and Behavioral Genetics).